# Iperplasia

L'ipertrofia deriva da un aumento delle dimensioni delle cellule; l'iperplasia è la conseguenza di un aumento del numero di cellule

L'iperplasia è il processo biologico progressivo, che porta alla crescita del volume di un organo o di un tessuto per aumento del numero delle cellule che lo costituiscono. Non va confusa con l'ipertrofia, per la quale l'aumento del volume è causato da un aumento del volume cellulare.

## Tipi di iperplasia
L'iperplasia può essere fisiologica o patologica; può essere di causa ormonale o compensatoria. La compensatoria la si ha ad esempio nei cardiomiociti dopo un infarto miocardico (se alcune cellule non funzionano a dovere, le altre compensano; oppure in caso di asportazione di un rene, il rene residuo compensa l'attività del rene mancante). Quella ormonale è dovuta a eccessiva stimolazione ormonale delle cellule che compongono il tessuto. Possibili cause di iperplasia patologica sono: alta stimolazione ormonale e fattori di crescita su cellule bersaglio specifiche. Ad esempio in caso di risposta del tessuto connettivo nella riparazione di una ferita, in associazione a infezioni virali può generare un'eccessiva risposta del tessuto connettivo con formazione di verruche e papillomi. Questo può costituire predisposizione per neoplasie.

## Esempi pratici di iperplasia
L'iperplasia è stata molto studiata ad esempio nel fegato (iperplasia epatica). Infatti, se si asporta fino ai 3/4 del tessuto epatico, il tessuto restante può rigenerare tutto l'organo; il derma fornisce i fattori di crescita. Inoltre, nel fegato sono presenti tante cellule binucleate, pronte a terminare la mitosi; solitamente, questo è sintomo di turnover. Grazie a questi meccanismi, il fegato riesce a sopportare fino al 70% di tessuto danneggiato. L'insufficienza epatica compare infatti quando l'organo è compromesso per più del 70%; quando viene superata la capacità rigenerativa, ad esempio nella cirrosi epatica, muoiono più cellule di quelle che vengono prodotte e il fegato compensa la carenza con la fibrosi (tessuto fibrotico al posto del tessuto funzionale).
Un altro esempio di iperplasia è l'iperplasia muscolare attraverso l'attivazione delle cellule satelliti; processo che comunque ricopre un ruolo marginale nella crescita muscolare, che viene regolata soprattutto dall'ipertrofia. È importante sottolineare che il trauma muscolare può essere causato anche da un allenamento particolarmente intenso e sfibrante. Gli esercizi con i pesi e la corsa in discesa (contrazione muscolare eccentrica) rappresentano quindi un potente stimolo per l'attivazione delle cellule satellite. Tuttavia, non esiste alcuna certezza che l'iperplasia avvenga anche nel muscolo scheletrico umano: gli studi finora effettuati hanno coinvolto solamente specie animali (rane e topi). 
Per iperplasia endometriale si intende invece una crescita anomala di endometrio uterino proliferativo, che può mostrare gradi variabili di atipia. È una patologia caratterizzata dall'esagerazione della fase proliferativa, causata da un'eccessiva o prolungata stimolazione estrogenica (iperestrogenismo) ed è più frequente in postmenopausa e nelle donne che hanno assunto estrogeni a scopo di terapia sostitutiva non controbilanciati da progestinici. Può portare all'insorgenza di un adenocarcinoma endometriale.